# Bardsragujn chumb 2002
Il Bardsragujn chumb 2002 è stato l'undicesima edizione del campionato di calcio armeno, disputato tra il 13 aprile e il 15 novembre 2002 e concluso con la vittoria del P'yownik, al suo quinto titolo.
Capocannoniere del torneo fu Arman Karamyan (P'yownik) con 36 reti.

## Formula
Il neopromosso Malatia Yerevan si sciolse prima dell'inizio del campionato permettendo il ripescaggio del Lori, retrocesso nella stagione precedente. Le 12 squadre si affrontarono in un turno di andata e ritorno per un totale di 22 partite con l'ultima in classifica retrocessa in Aradżin Chumb.
La squadra campione si qualificò alla UEFA Champions League 2003-2004, la seconda classificata alla Coppa UEFA 2003-2004. Il Kotayk Abovyan, arrivato undicesimo, partecipò alla Coppa Intertoto 2003.
il Karabakh Yerevan cambiò nome in Lernayin Artsakh e disputò gli incontri casalinghi a Kapan.

## Squadre partecipanti
| Club                | Città    | Stadio | Posizione 2001     |
| ------------------- | -------- | ------ | ------------------ |
| Ararat              | Erevan   |        | 5°                 |
| Širak               | Gyumri   |        | 4°                 |
| Banants             | Abovyan  |        | 7°                 |
| Spartak Erevan      | Erevan   |        | 3°                 |
| Lernagorts Kapan    | Kapan    |        | 8°                 |
| Mika Ashtarak       | Ashtarak |        | 6°                 |
| Dinamo-2000 Yerevan | Erevan   |        | 9°                 |
| Zvart'noc'          | Erevan   |        | 2°                 |
| P'yownik            | Erevan   |        | Campione d'Armenia |
| Kotayk'             | Abovyan  |        | 10°                |
| Leṙnayin Arc'ax     | Kapan    |        | 11°                |
| Lori                | Vanadzor |        | 12°                |

## Classifica finale
|                    | Pos. | Squadra             | Pt | G  | V  | N | P  | GF | GS  | DR  |
| ------------------ | ---- | ------------------- | -- | -- | -- | - | -- | -- | --- | --- |
| Armenia (bandiera) | 1.   | P'yownik            | 59 | 22 | 19 | 2 | 1  | 85 | 14  | +71 |
|                    | 2.   | Širak               | 51 | 22 | 16 | 3 | 3  | 49 | 15  | +34 |
|                    | 3.   | Banants             | 50 | 22 | 16 | 2 | 4  | 43 | 15  | +28 |
|                    | 4.   | Spartak Erevan      | 49 | 22 | 15 | 4 | 3  | 58 | 16  | +42 |
|                    | 5.   | Ararat              | 33 | 22 | 9  | 6 | 7  | 39 | 22  | +17 |
|                    | 6.   | Mika Ashtarak       | 33 | 22 | 9  | 6 | 7  | 35 | 28  | +7  |
|                    | 7.   | Zvart'noc'          | 32 | 22 | 10 | 2 | 10 | 57 | 29  | +28 |
|                    | 8.   | Lernagorts Kapan    | 23 | 22 | 6  | 5 | 11 | 21 | 43  | -22 |
|                    | 9.   | Leṙnayin Arc'ax     | 17 | 22 | 5  | 2 | 15 | 21 | 52  | -31 |
|                    | 10.  | Dinamo-2000 Yerevan | 12 | 22 | 3  | 3 | 16 | 19 | 63  | -44 |
|                    | 11.  | Kotayk'             | 11 | 22 | 2  | 5 | 15 | 17 | 62  | -45 |
|                    | 12.  | Lori                | 5  | 22 | 1  | 2 | 19 | 15 | 100 | -85 |

Legenda:

      Campione di Armenia e ammessa alla Champions League
      Ammessa alla Coppa UEFA
      Ammessa alla Coppa Intertoto
      Retrocessa in Aradżin Chumb
Note:

Tre punti a vittoria, uno a pareggio, zero a sconfitta.

### Verdetti
- Pyunik FC Campione d'Armenia e ammesso alla UEFA Champions League 2003-2004
- Shirak FC ammesso alla Coppa UEFA 2003-2004
- FC Banants ammesso alla Coppa Intertoto 2003
- Lori Vanadzor retrocesso in Aradżin Chumb

## Classifica marcatori
| Gol |  |  | Giocatore         | Squadra       |
| --- |  |  | ----------------- | ------------- |
| 36  |  |  | Arman Karamyan    | P'yownik      |
| 21  |  |  | Ara Hakobyan      | Banants       |
| 15  |  |  | Artyom Adamyan    | Mika Ashtarak |
| 15  |  |  | Aram Hakobyan     | Banants       |
| 14  |  |  | Artavazd Karamyan | P'yownik      |